# Тыбыкова, Александра Тайбановна
Александра Тайбановна Тыбыкова (26 июля 1935, урочище Ак-Кобы, с. Шашикман, Онгудайский аймак, Ойротская автономная область — 27 июня 2020) — советский и российский тюрколог, доктор филологических наук, профессор кафедры алтайского языка и литературы ГАГУ. Член Российского комитета тюркологов. Почётный работник высшего профессионального образования Российской Федерации (2005). Первая алтайская женщина, ставшая доктором филологических наук, профессором и первая среди алтайских ученых, удостоенных почётным званием «Заслуженный деятель науки Республики Алтай». Известна как редактор «Топонимического словаря Горного Алтая».
Сфера научных интересов Александры Тайбановны — алтайский язык. «Её исследования внесли большой вклад в теорию простого и осложненного предложения в тюркских языках», говорится в некрологе. «Знаковая фигура в алтайском языкознании» — так пишут в некрологе «Памяти Александры Тайбановны Тыбыковой (26.07.1935—27.06.2020)» в журнале «Российская тюркология» (№ 1-2 (26-27), 2020, С.168-171).

## Биография
Отец был репрессирован, мама в трудные военные и послевоенные годы одна воспитала и выучила дочь.
Выпускница Шашикманской школы.
После окончания филологического факультета Горно-Алтайского педагогического института работала преподавателем алтайского языка и литературы, русского языка и литературы в Яконурской школе. В 1961—1964 гг. — в аспирантуре Института языкознания АН СССР. Ученица выдающегося российского тюрколога Николая Александровича Баскакова. Под его руководством в Москве защитила кандидатскую диссертацию «Сложные и составные глаголы в алтайском языке» (1967). Вернувшись на родину, с 1964 по 2004 гг. в Горно-Алтайском научно-исследовательском институте истории, языка и литературы (ныне Институт алтаистики им. С. С. Суразакова). В 1990—1993 годах заведала кафедрой алтайского и русского языков и литературы Горно-Алтайского института учителя.
После 2004 года А. Т. Тыбыкова продолжила научную и педагогическую деятельность в Горно-Алтайском государственном университете, в котором наряду с работой в НИИ алтаистики им. С. С. Суразакова работала с 1990-х гг.
А. Т. Тыбыкова была членом диссертационных советов по защите кандидатских и докторских диссертаций при Институте гуманитарных исследований Республики Саха (Якутия), Институте филологии СО РАН (г. Новосибирск), Хакасском государственном университете им. Н. Ф. Катанова (г. Абакан). Входила в состав Российского комитета тюркологов (г. Москва). Была членом редколлегии научных журналов «Тюркология» (г. Туркистан, Казахстан), «Филология и человек» (г. Барнаул).
Также Александра Тайбановна принимала участие в составлении учебников и программ по алтайскому языку для школ региона, Горно-Алтайского педагогического колледжа и Горно-Алтайского государственного университета.

## Награды
Почётная грамота Министерства образования РСФСР (1975), медали «За трудовое отличие» (1981), «Ветеран труда» (1985). «Почётный работник высшего профессионального образования Российской Федерации» (2005). «Заслуженный деятель науки Республики Алтай» (2005).